# Henri Calame
Pour les articles homonymes, voir Calame (homonymie).
Henri Calame (né le 17 octobre 1867 au Locle et décédé le 17 octobre 1936 à Gempenach) était un homme politique radical dans le canton de Neuchâtel, en Suisse. Il fut instituteur et rédacteur de 1892 à 1912 du Neuchâtelois, un organe de presse radical.

## Fonctions politiques
Henri Calame est conseiller communal de Cernier de 1894 à 1912, et maire dès 1898. En 1912, il est élu Conseiller d'État du canton de Neuchâtel et le reste jusqu'en 1931. Parallèlement à ces deux mandats, il est Conseiller national de 1904 à 1931. Il dirige même le groupe parlementaire radical au Conseil national de 1925 à 1928.
Calame a tenté d'alimenter le Val-de-Ruz en électricité et en eau potable. En tant que conseiller d'État et chef du département cantonal (ministère) des bâtiments publics, il a réussi à moderniser le réseau routier. Il avait auparavant dirigé le département de l'Agriculture. Pour des raisons de santé, il annonce sa démission en 1931, qui est critiquée en raison de la crise économique.

## Groupes d'intérêt
- Administrateur de la Banque cantonale neuchâteloise
- Administrateur d'Électricité neuchâteloise
- Administrateur des Chemins de fer fédéraux suisses
- Président des délégations horlogères à partir de 1931